# ČEVAK
ČEVAK a.s. je vodohospodářská společnost se sídlem v Českých Budějovicích. Hlavním předmětem její činnosti je provozování infrastrukturního majetku měst a obcí – především úpraven pitné vody, vodovodních a kanalizačních sítí a čistíren odpadních vod. Jediným akcionářem společnosti je ENERGIE AG BOHEMIA s. r. o.

## Historie
Společnost vznikla transformací dvou firem rakouského koncernu ENERGIE AG Oberösterreich – společnosti 1. JVS a.s. a společnosti Vodovody a kanalizace Jižní Čechy, a.s., jež se rozdělila na dvě části. Část zabývající se provozováním vodohospodářského majetku se sloučila s 1. JVS a.s., která zároveň změnila své jméno na ČEVAK a.s.
V říjnu 2019 fúzovala s klatovskou společností Vodospol.

## Popis
Nově koncipovaná společnosti se stala pátým největším vodárenským provozovatelem v České republice.[zdroj?] Dodávky pitné vody a odvádění odpadních vod v roce 2020 zajišťovala pro cca 500 tisíc obyvatel Jihočeského a části krajů Vysočina a Plzeňského. Provozovala vodovodní sítě o délce 4 836 km a kanalizační sítě o délce 2 934 km. V září 2020 společnost zaměstnávala 944 zaměstnanců.
Vedle své hlavní činnosti také poskytuje i další služby související s provozem a údržbou vodovodů a kanalizací. Jedná se například o odvoz a likvidaci odpadních vod a kalů, čištění kanalizací a kanalizačních přípojek, laboratorní rozbory pitných a odpadních vod a kalů, servis, prodej a úřední přezkušování vodoměrů, prodej vodárenského a kanalizačního materiálu, odstraňování poruch a havárií na vodovodech a kanalizacích, stavby vodovodů, kanalizací a souvisejících zařízení, hydrogeologické služby a technickou a technologickou podporu.

### Další činnost
Je provozovatelem českobudějovické čistírny odpadních vod, kde stejně jako ve vodárenské věži umožňuje komentované prohlídky a pro veřejnost v roce 2015 vybudoval a udržuje naučnou stezku Historie vodárenství v Českých Budějovicích. Je pravidelným poskytovatelem prostor pro exponáty výstavy Umění ve městě. Dílo Zvíře sochařky Alexandry Koláčkové je pod názvem Čevava v areálu u vodárenské věže umístěno dlouhodobě. Některé své technické budovy nechala společnost vyzdobit streetartovými malbami.
ČEVAK také nabízí ubytování v areálu v Úbislavi.

## Fotogalerie

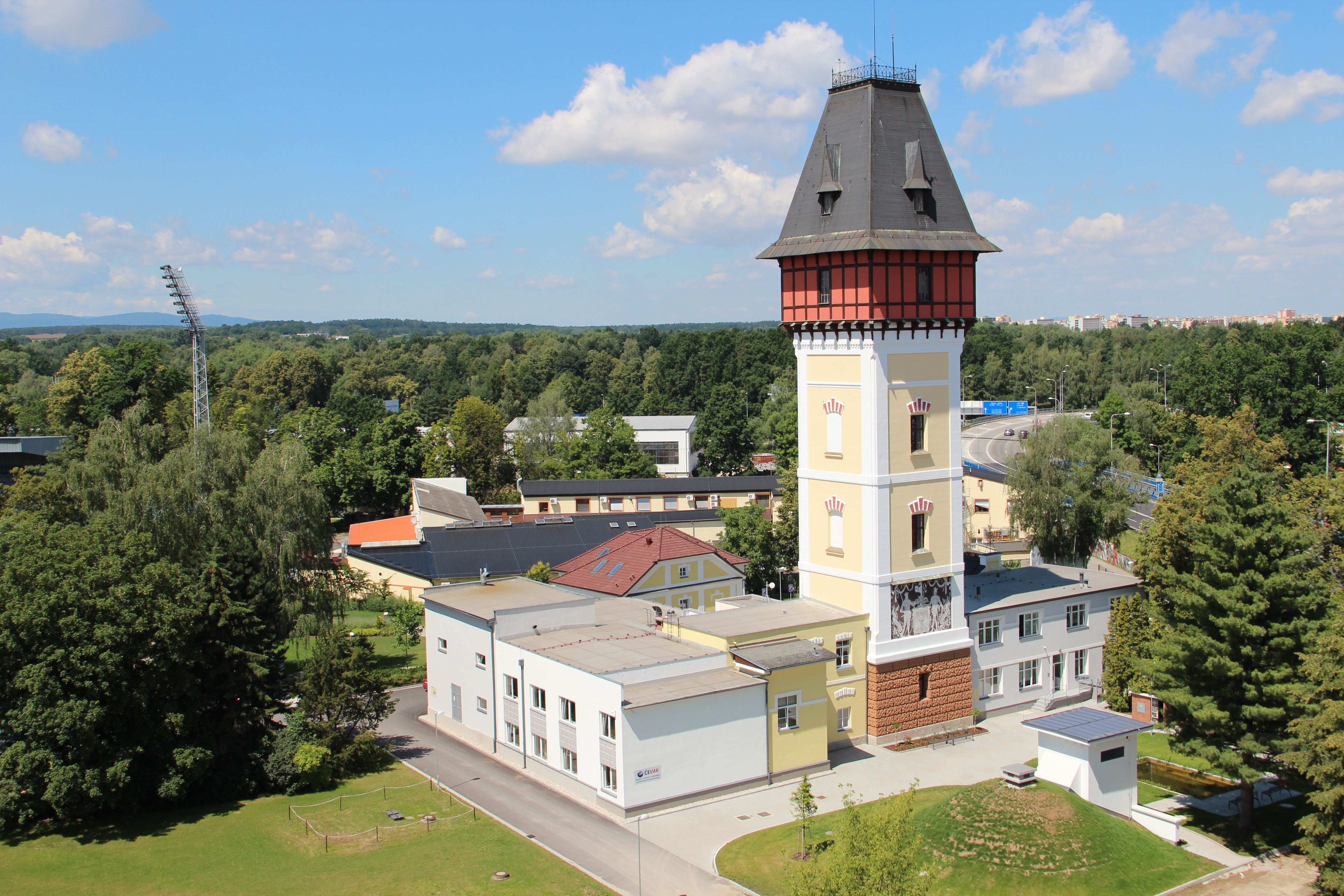
Areál U Vodárny
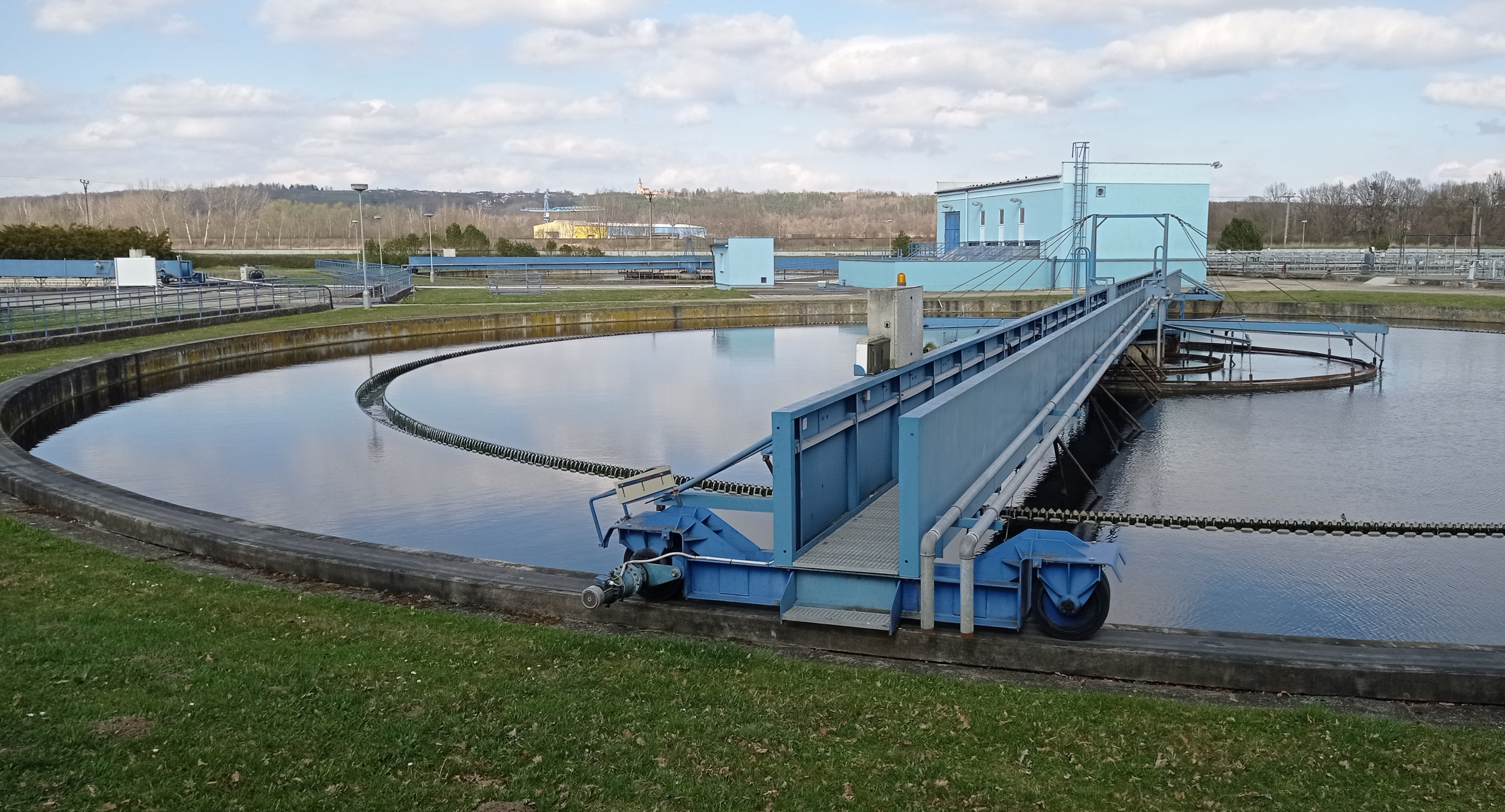
Čistírna odpadních vod
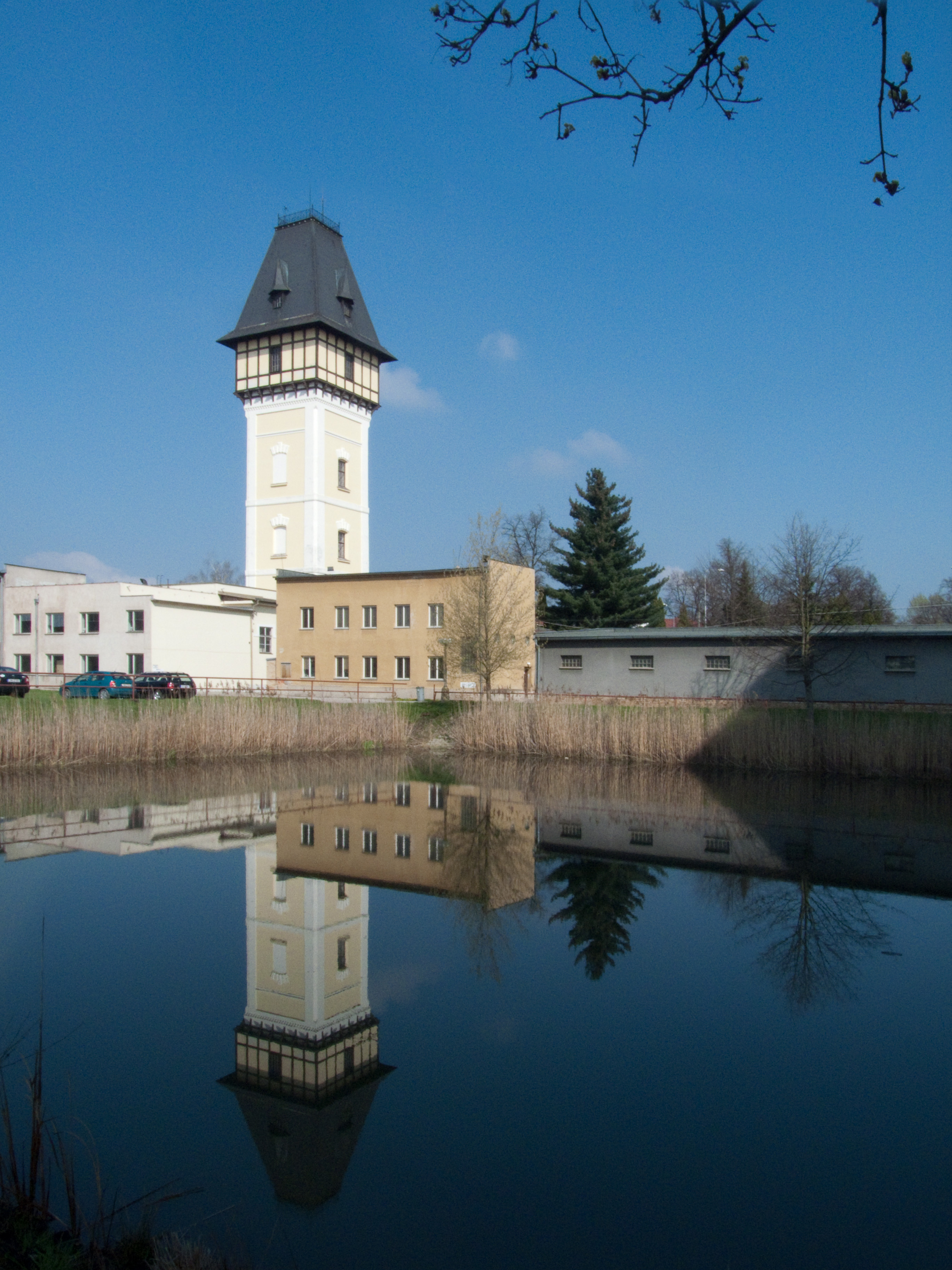
Vodárenská věž
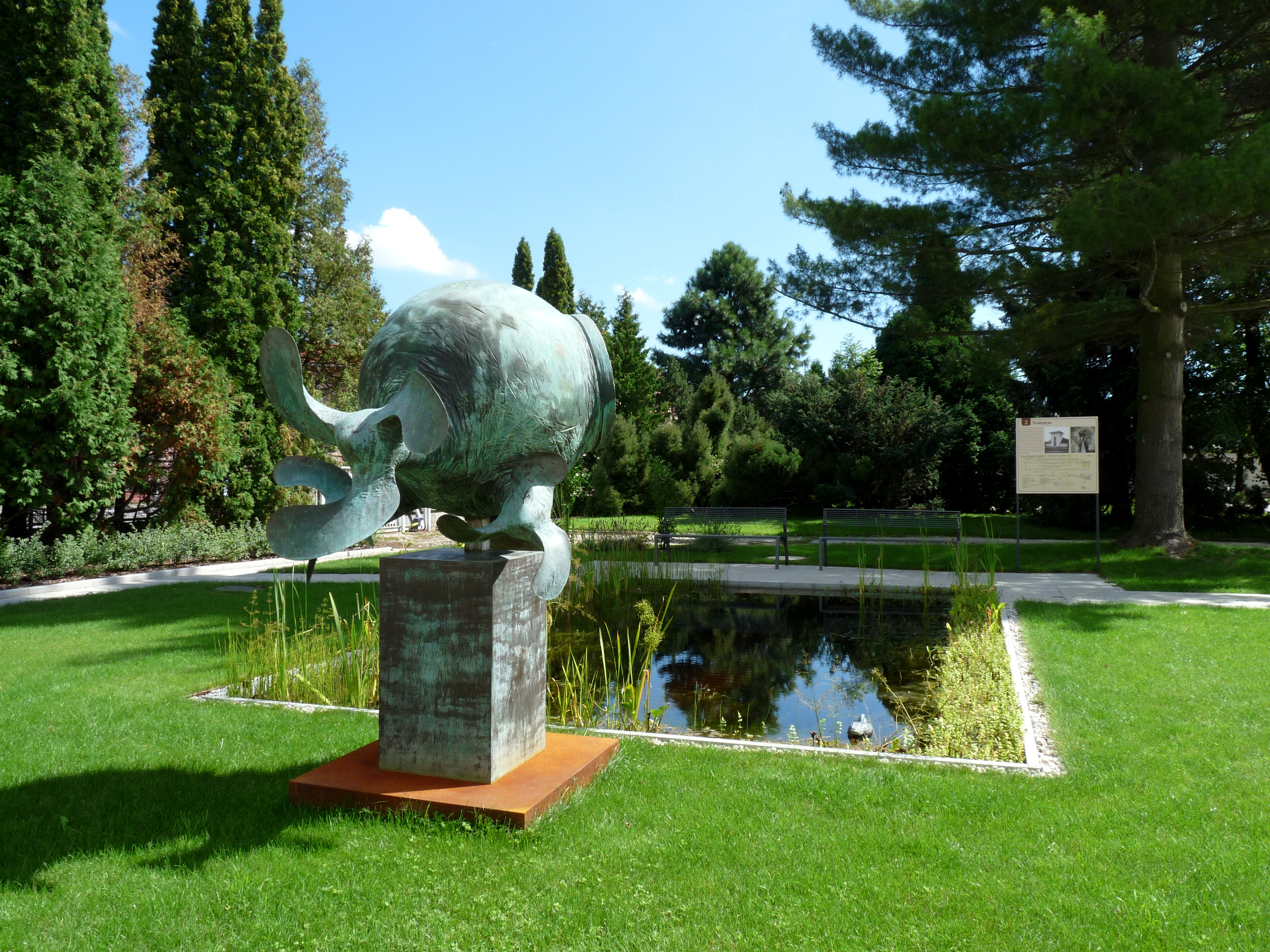
Jezírko v areálu u vodní věže
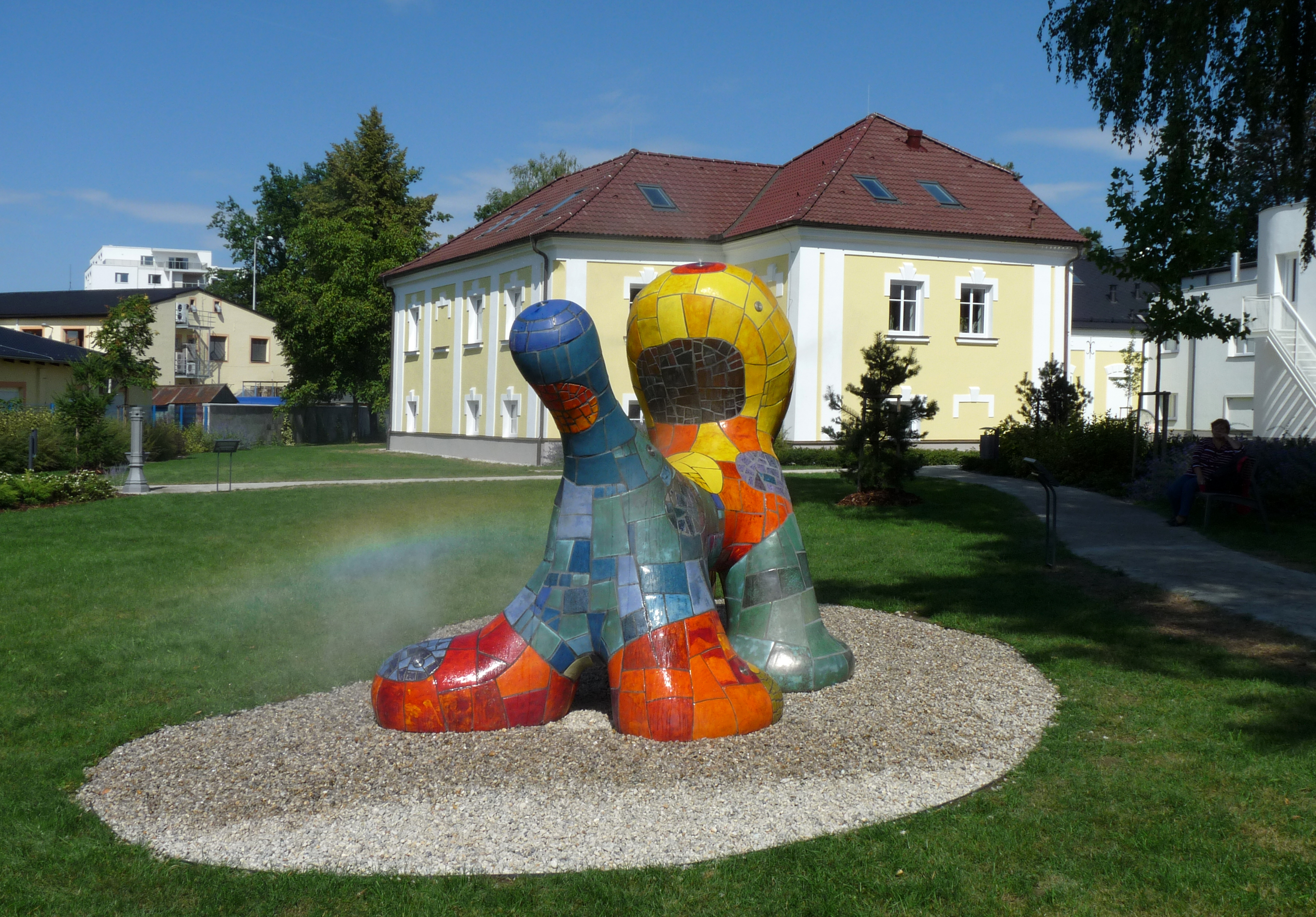
''Zvíře'' Andrey Koláčkové v areálu v ulici U Vodárny
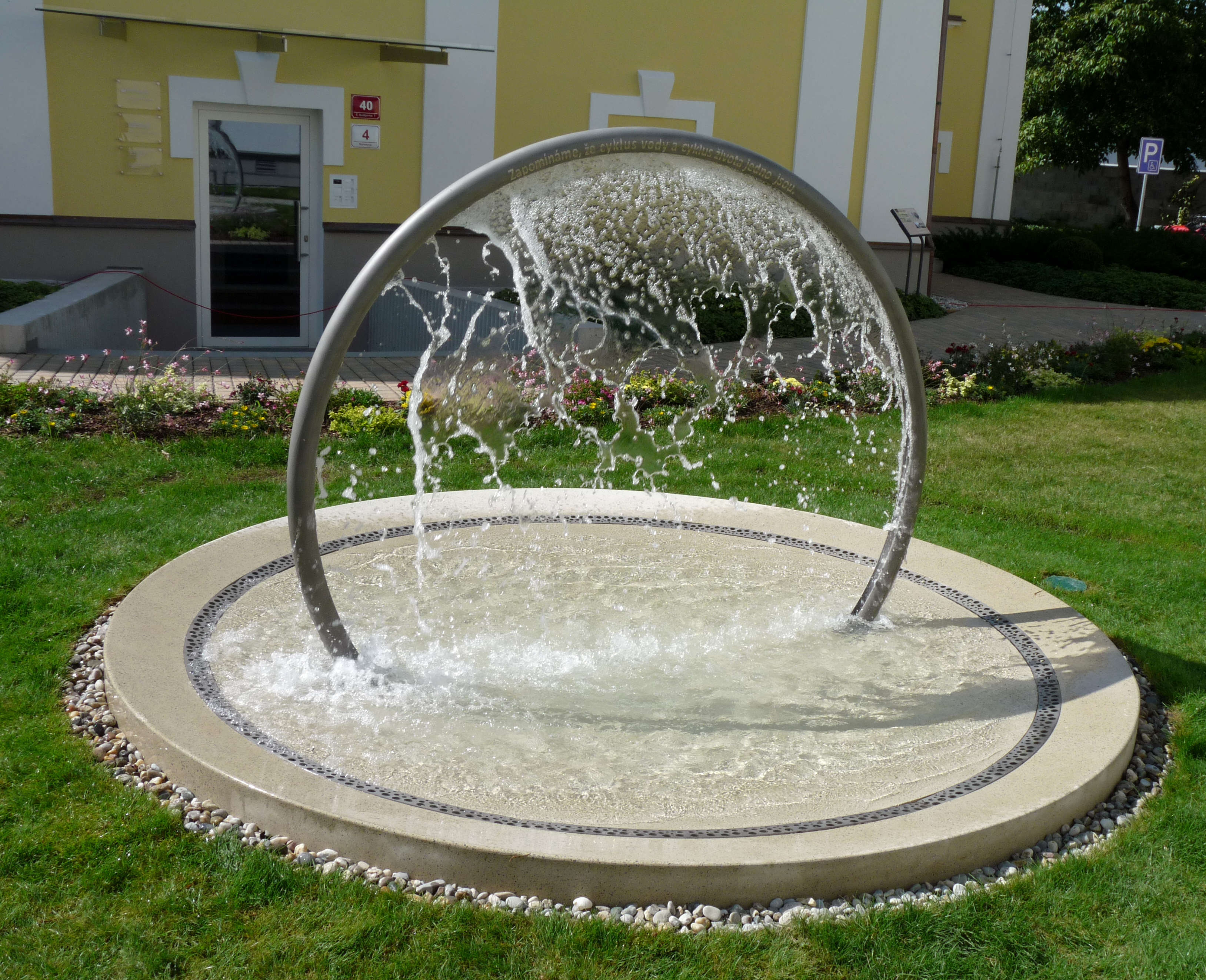
NS Historie vodárenství, kašna
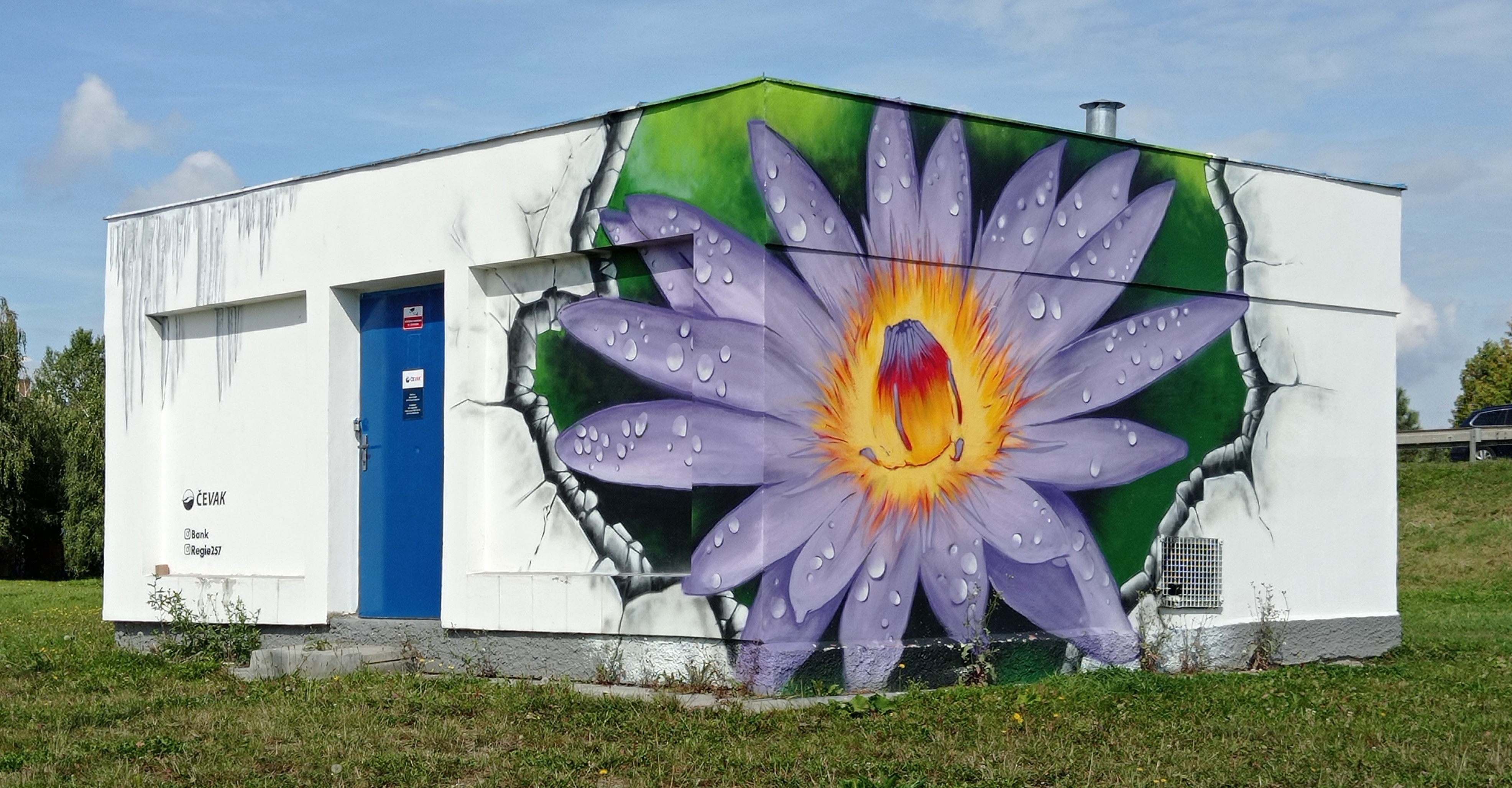
Malba na budově ČEVAKu v ul. J. Boreckého
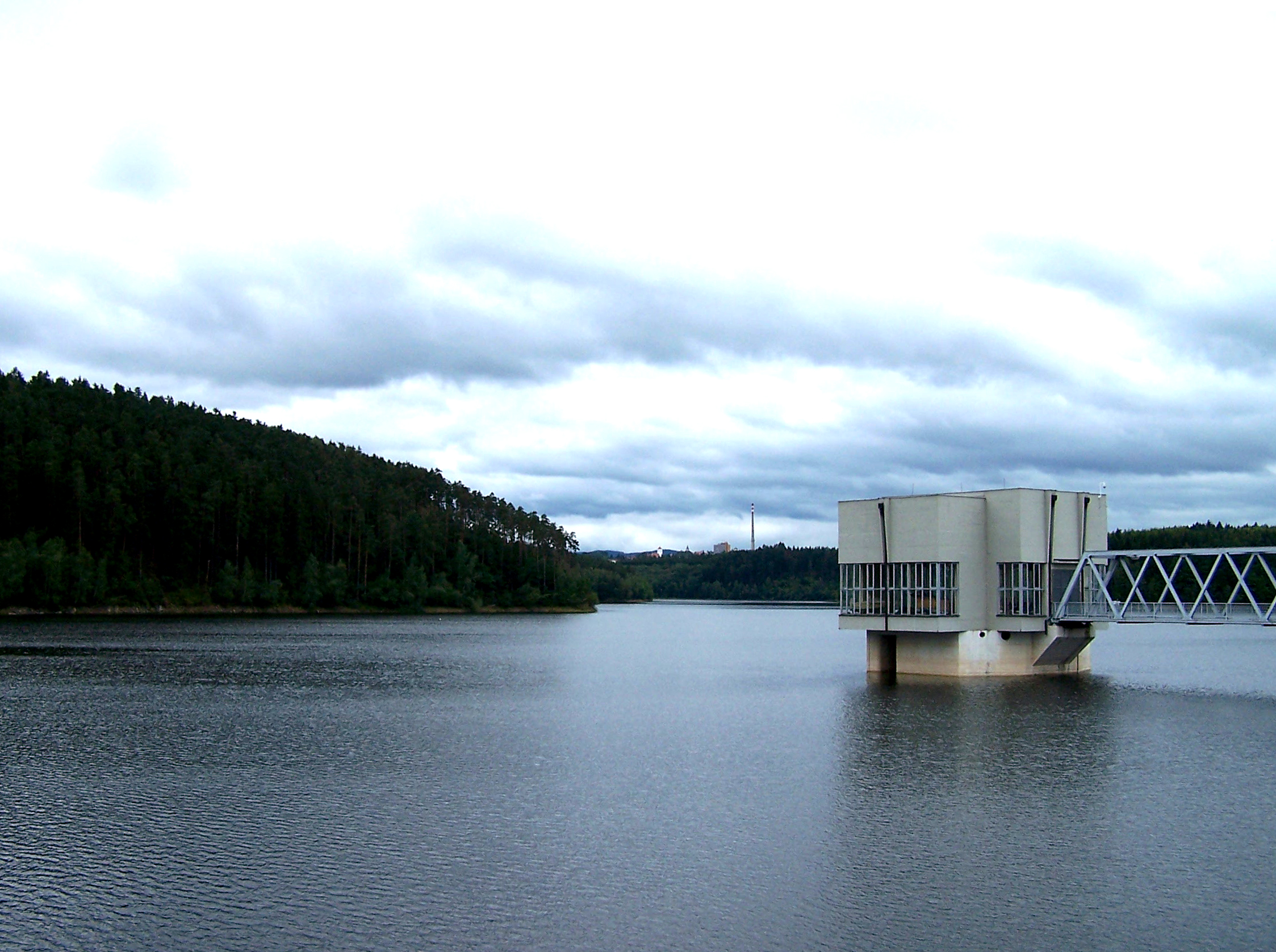
Věž na čerpání pitné vody nádrže v Římově